# جنگل ملی مانتی–لا سال
جنگل ملی مانتی-لا سال (به انگلیسی: Manti-La Sal National Forest) یک پارک ملی در آمریکا است.
مساحت این جنگل ۵۷۱۸ کیلومتر مربع است و در ایالت یوتا گسترده‌است.